# Hrabstwo Gordon

Piramida wieku hrabstwa

Hrabstwo Gordon (ang. Gordon County) – hrabstwo w Stanach Zjednoczonych w północno-zachodniej części stanu Georgia. Jego siedzibą administracyjną jest Calhoun. 

## Geografia
Według spisu z 2010 roku obszar całkowity hrabstwa obejmuje powierzchnię 358,01 mil² (927,3 km²), z czego 355,54 mil² (921,5 km²) stanowią lądy, a 3,08 mil² (5,8 km²) stanowią wody.

### Sąsiednie hrabstwa
- Hrabstwo Murray (północ)
- Hrabstwo Whitfield (północ)
- Hrabstwo Gilmer (północny wschód)
- Hrabstwo Pickens (wschód)
- Hrabstwo Cherokee (południowy wschód)
- Hrabstwo Bartow (południe)
- Hrabstwo Floyd (zachód)
- Hrabstwo Walker (północny zachód)

### Miejscowości
- Calhoun
- Fairmount
- Plainville
- Ranger
- Resaca

### Główne drogi
- Autostrada międzystanowa nr 75
- Droga krajowa Stanów Zjednoczonych nr 41
- Droga krajowa Stanów Zjednoczonych nr 411

## Demografia
Według spisu w 2020 roku liczy 57,5 tys. mieszkańców, co oznacza wzrost o 4,3% od poprzedniego spisu z roku 2010. Według danych z 2020 roku, 84,8% populacji stanowili biali (77,2% nie licząc Latynosów), następnie 4,1% to byli czarnoskórzy lub Afroamerykanie, 3,5% było rasy mieszanej, 1,2% to rdzenna ludność Ameryki, 1,2% Azjaci i 0,13% pochodziło z wysp Pacyfiku. Latynosi stanowili 16,1% populacji.
Do największych grup należały osoby pochodzenia „amerykańskiego” (19,9%), meksykańskiego (11%),  angielskiego (9%), irlandzkiego (7,5%), niemieckiego (5,9%) i szkockiego lub szkocko–irlandzkiego (4%).
W stolicy hrabstwa Calhoun, 7% osób deklaruje pochodzenie gwatemalskie.

## Religia
W 2020 roku hrabstwo posiada najwyższy odsetek adwentystów dnia siódmego (3,1%), oraz drugi co do wielkości odsetek hinduistów (3%) w stanie Georgia. 11,4% mieszkańców deklaruje członkostwo w Kościele katolickim. Przeważają wspólnoty protestanckie. 

## Polityka
Hrabstwo jest bardzo silnie republikańskie, gdzie w wyborach prezydenckich w 2020 roku, 80,7% głosów otrzymał Donald Trump i 18,2% przypadło dla Joe Bidena.

## Krajobrazy

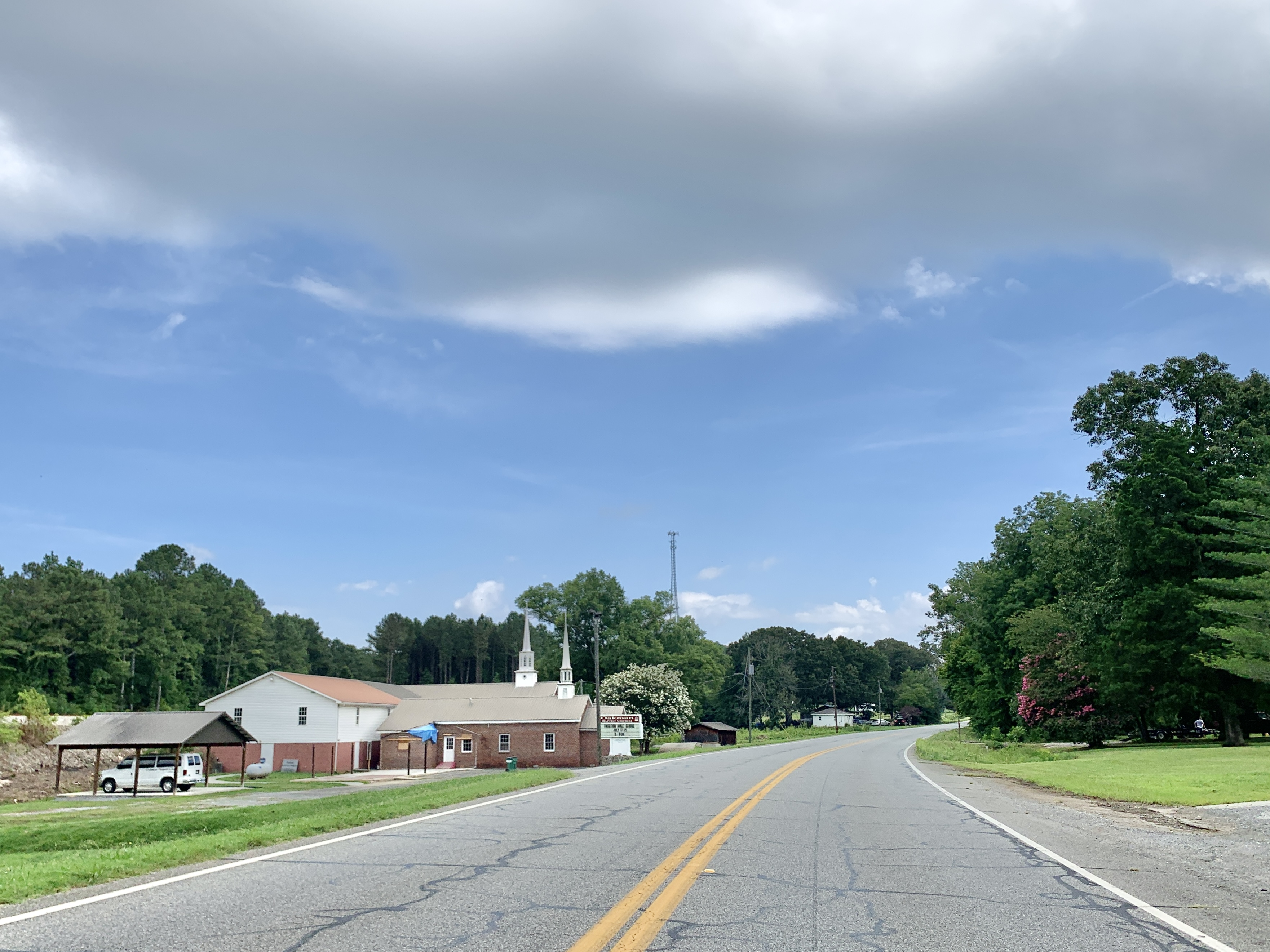
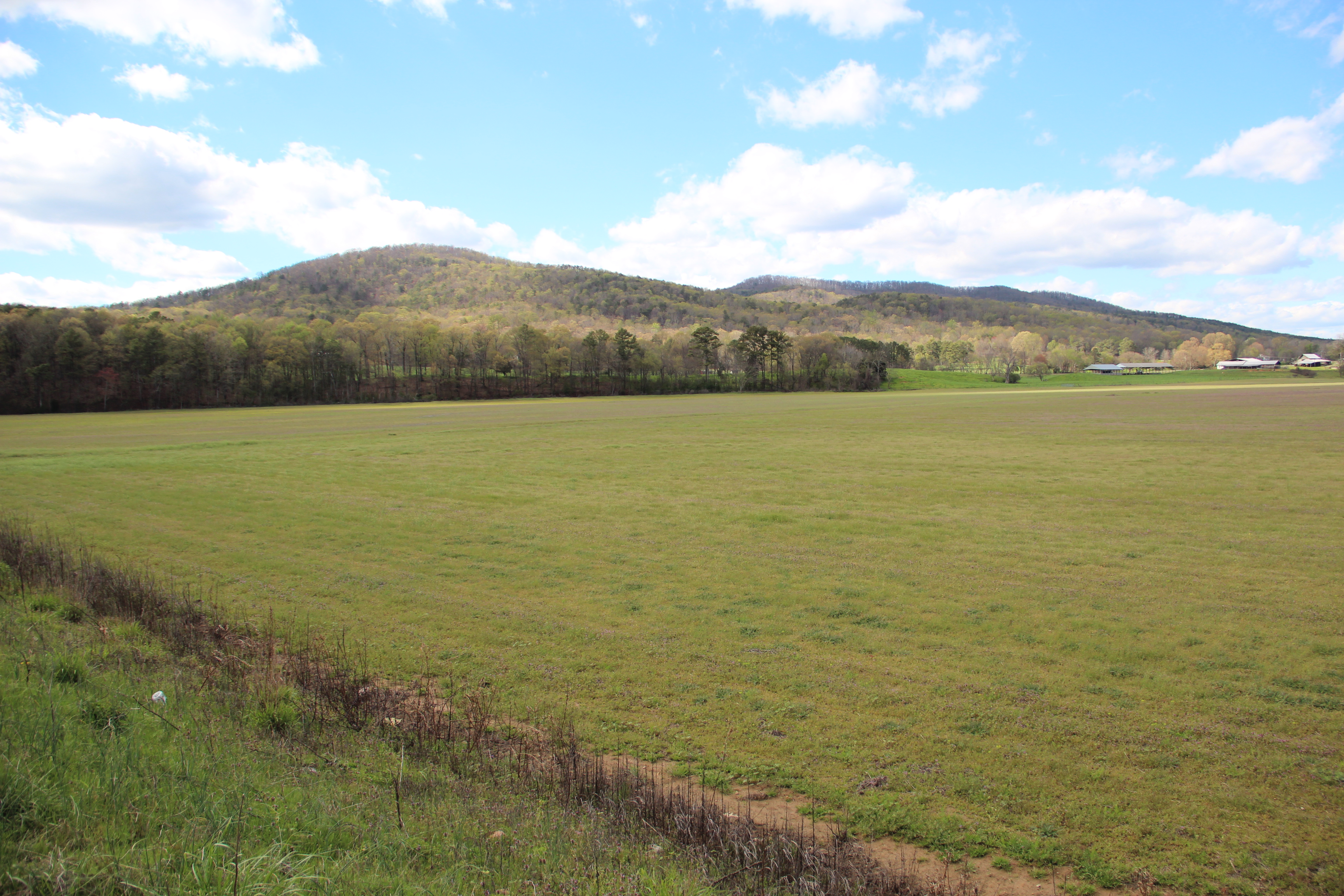
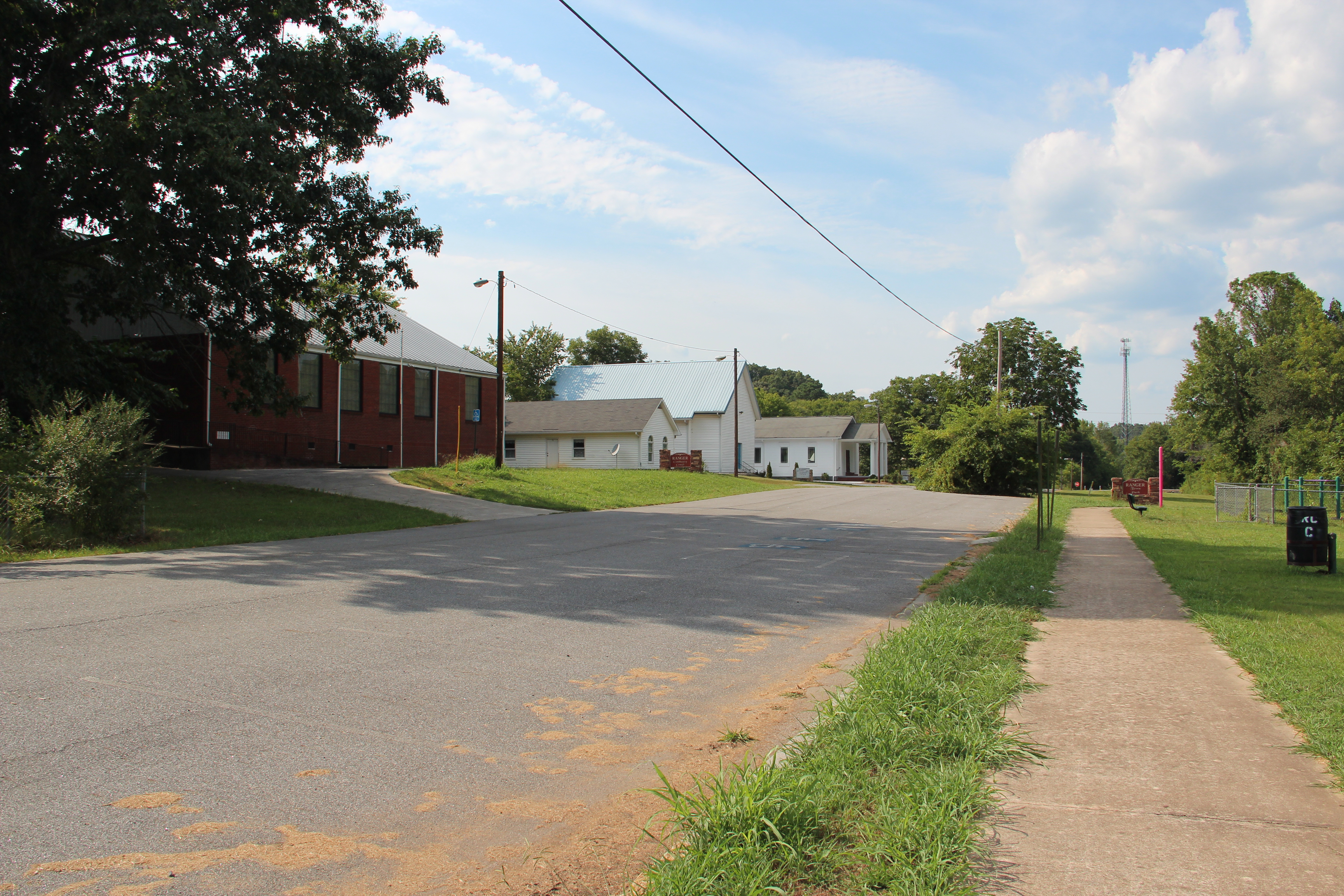
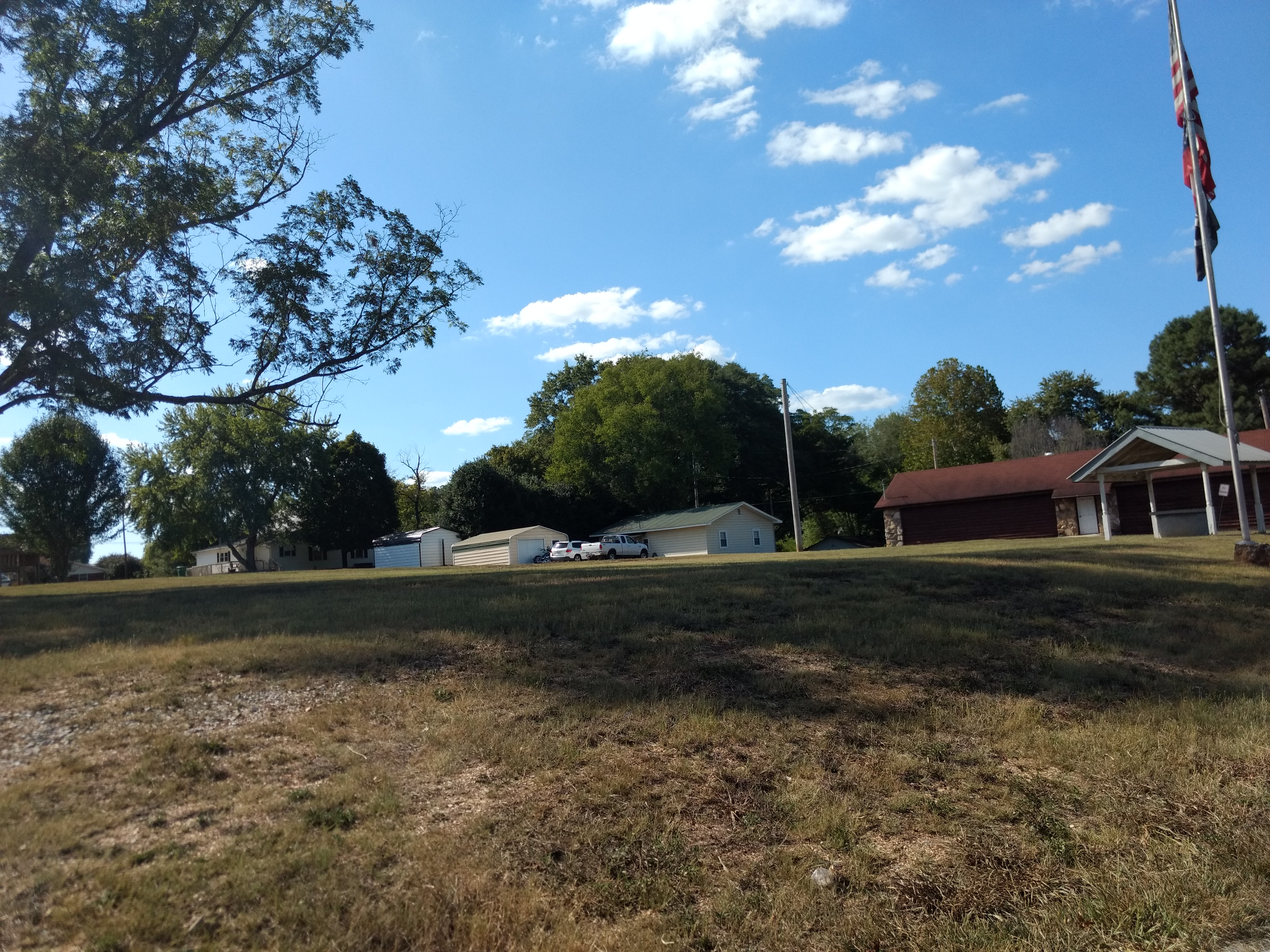